# Anders Frandsen
 Der er flere personer med dette navn, se Anders Frandsen (spindoktor).
Anders Frandsen (8. december 1960 i København – 1. januar 2012 i Hellerup) var en dansk sanger og tv-vært. Anders Frandsen var nok bedst kendt som Dansk Melodi Grand Prix-vinder i 1991 med sangen "Lige der hvor hjertet slår". Efterfølgende udgav han i 1992 et selvbetitlet album, produceret af Michael Elo der havde skrevet Grand Prix-sangen året før.

## Biografi
Anders Frandsen startede sin karriere som tv-vært på Kanal 2, hvor han var morgenvært sammen med Camilla Miehe-Renard. Han var samtidig skuespiller på flere teaterstykker, heriblandt Nøddebo Præstegaard, hvor han spillede Nikolaj.
I 1991 blev han for alvor landskendt da han vandt Dansk melodi Grand prix med "Lige der hvor hjertet slår", en sang skrevet af Michael Elo. Sangen slog den ellers mere populære "Med ekspresstog til Kina", men ved Eurovision Song Contest 1991 som det år blev afholdt i Rom, fik Anders kun 8 point og måtte nøjes med en 19. plads.
Frandsens popularitet steg dog kun derefter, og han blev tv-vært på adskillige tv-programmer, heriblandt TV3-produktionerne Stjerneskud og Knald eller fald. Han har også siden deltaget i adskillige gæsteroller på bl.a. Ørnen, Banjos Likørstue og overfor Jan Gintberg i Vindhætterne. Derudover har han været gæst på både Musikbutikken, Dansk Melodi Grand Prix 2001 og Twist & Shout. I 2000'erne trak han sig tilbage fra medierne og åbnede sit eget firma, Corpus Copenhagen, der producerer gaveartikler. I 2007 satte han firmaet til salg og flyttede i en periode til Thailand, men flyttede senere tilbage til Danmark, hvor han boede i Hellerup.
Han var desuden opfinder af smørboksen, osteboksen mm.
Frandsen døde 51 år gammel og blev fundet af sine venner 1. januar 2012. I de efterfølgende dage kom det frem i dagspressen, at han formentlig var død ved selvmord af kulilteforgiftning.

## Diskografi
- Anders Frandsen (Kavan Records, 1992)

## Fodnoter
1. ↑  Anders Frandsen blev fundet den 1. januar om aftenen. Det er endnu uklart, om han døde 31. december 2011 eller 1. januar 2012